# Pseudopanurgus zamoranicus
Pseudopanurgus zamoranicus är en biart som först beskrevs av Cockerell 1949.  Pseudopanurgus zamoranicus ingår i släktet Pseudopanurgus och familjen grävbin. Inga underarter finns listade i Catalogue of Life.